# Šurianky
Šurianky (in ungherese Surányka) è un comune della Slovacchia facente parte del distretto di Nitra, nella regione omonima.